# Colibri (género)
Colibri é um gênero de beija-flores que ocorre na América Central e do Sul. O grupo inclui quatro espécies, três das quais existentes no Brasil. Habitam zonas de floresta montanhosa. Os colibris são os únicos pássaros que podem voar para trás e para a frente.
Os beija-flores do gênero Colibri têm entre 12 e 14 cm de comprimento e são relativamente grandes para o seu grupo. A sua plumagem é à base de verde brilhante menos o beija-flor-marrom. Todas as espécies do grupo têm uma mancha de cor violeta atrás dos olhos, de penas tufadas. A cauda é larga e arredondada e o bico é rectilíneo. As fémeas distinguem-se pelas manchas violeta de menores dimensões. 
Estes beija-flores são aves sedentárias, menos a espécie Colibri thalassinus, que migra até às regiões Norte dos Estados Unidos da América. São muito territoriais e agressivos e é comum atacarem outros beija-flores em zonas de alimentação.

## Espécies
- beija-flor-de-orelha-azul, colibri-d'orelhas-pequeno - Colibri cyanotus
- beija-flor-marrom - Colibri delphinae
- beija-flor-marrom-de-orelha-azul, colibri-mexicano, beija-flor-talássico - Colibri thalassinus
- beija-flor-violeta - Colibri coruscans
- beija-flor-de-orelha-violeta - Colibri serrirostris